# Wereldkampioenschappen wielrennen 2014 - Wegrit vrouwen elite
De 54e editie van de wegrit voor vrouwen elite op de wereldkampioenschappen wielrennen werd gehouden op 27 september 2014. In 2013 won de Nederlandse Marianne Vos. Deze editie werd gewonnen door de Française  Pauline Ferrand-Prevot.

## Belgen en Nederlanders
België vaardigde 6 rensters af. Sofie De Vuyst behaalde de hoogste klassering; 27e op 47 seconden van de winnares. Namens Nederland deden negen rensters mee aan de koers, waarvan de uittredende wereldkampioene Marianne Vos de beste plaats behaalde; zij werd tiende.

## Kwalificatie
De kwalificatie werd gebaseerd op de wereldranglijst van landen van 15 augustus 2014. De eerste vijf landen mochten zeven rensters aan de start brengen, de volgende tien landen mochten zes rensters aan de start brengen en de volgende landen vijf rensters. Overige landen en niet-geklasseerde landen hadden de mogelijkheid met drie rensters te starten.
- Nederland (7)
- Italië (7)
- Verenigde Staten (7)
- Zweden (7)
- Duitsland (7)
- Verenigd Koninkrijk (6)
- Rusland (6)
- Frankrijk (6)
- België (6)
- Australië (6)
- Canada (6)
- Wit-Rusland (6)
- Brazilië (6)
- Nieuw-Zeeland (6)
- Polen (6)
- Zuid-Afrika (5)
- Zwitserland (5)
- Oekraïne (5)
- Noorwegen (5)
- Venezuela (5)
- Overige landen (3)

Daarnaast mochten de uittredend wereldkampioene en de continentale kampioenen automatisch deelnemen. 
| Kampioen                      | Naam              | Notitie       |
| ----------------------------- | ----------------- | ------------- |
| Uittredend wereldkampioene    | Marianne Vos      |               |
| Afrikaans kampioene           | Ashleigh Moolman  |               |
| Pan Amerikaans kampioene      | Arlenis Sierra    | Geen deelname |
| Aziatisch kampioene           | Mei Yu Hsiao      | Geen deelname |
| Europees kampioene (onder-23) | Sabrina Stultiens |               |
| Oceanisch kampioene           | Jessica Allen     | Geen deelname |

## Parcours
De race werd gehouden op dezelfde omloop als de andere wedstrijden. De race bestond uit zeven rondes van 18,2 kilometer lang, een totale afstand van 127,4 kilometer. Per ronde moest er twee keer een heuvel op worden gereden. In totaal moest er per ronde 306 meter worden geklommen met een maximaal stijgingspercentage van 11%. De eerste paar kilometers waren vlak, waarna de beklimming van de Alto de Montearenas, met een gemiddeld stijgingspercentage van 8%, begon. Na een paar honderd meter vlakte de berg wat af en de resterende 5,1 kilometer hadden een gemiddeld stijgingspercentage van 3,5%. De afdaling die volgde is 11 kilometer lang met een maximaal dalingspercentage van 16%. De tweede klim was op de Alto de Compostilla, een heuvel van 1,1 kilometer lang met een gemiddeld stijgingspercentage van 6,5% en een maximum van 11%. Het laatste deel van de omloop was zo'n 4,5 kilometer lang en vrijwel geheel in dalende lijn.

## Tijdschema
Alle tijden staan in Midden-Europese Tijd (UTC+1).
| Datum             | Tijd        | Evenement            |
| ----------------- | ----------- | -------------------- |
| 27 september 2014 | 14:00–17:20 | Wegrit vrouwen elite |
| 27 september 2014 | 17:40       | Prijsuitreiking      |

## Deelnemende landen
134 rensters uit 39 landen namen deel aan de race. Het aantal rensters per land staat tussen haakjes. De landen staan in volgorde van rugnummers.
- Nederland (9)
- Italië (7)
- Verenigde Staten (7)
- Duitsland (7)
- Zweden (6)
- Verenigd Koninkrijk (6)
- Rusland (6)
- Frankrijk (6)
- België (6)
- Australië (6)
- Wit-Rusland (2)
- Canada (4)
- Brazilië (3)
- Nieuw-Zeeland (4)
- Polen (6)
- Zuid-Afrika (3)
- Zwitserland (5)
- Oekraïne (2)
- Noorwegen (3)
- Luxemburg (1)
- Colombia (2)
- Finland (2)
- Oostenrijk (2)
- Litouwen (3)
- Denemarken (1)
- Tsjechië (1)
- Mexico (2)
- Japan (2)
- Spanje (3)
- Estland (2)
- Kroatië (2)
- Slovenië (3)
- Griekenland (1)
- Hongarije (2)
- Israël (2)
- Portugal (1)
- Roemenië (1)
- Letland (2)
- Saint Kitts en Nevis (1)

## Prijzengeld
De UCI keerde prijzengeld uit aan de top-3. Het te verdelen prijzengeld bedroeg €16.101,-.
| Positie | 1e       | 2e       | 3e       | Totaal    |
| Bedrag  | €7.667,- | €5.367,- | €3.067,- | €16.101,- |

## Uitslag
| Plaats | Naam                   | Tijd     |
| ------ | ---------------------- | -------- |
| Goud   | Pauline Ferrand-Prevot | 3u29'21" |
| Zilver | Lisa Brennauer         | z.t.     |
| Brons  | Emma Johansson         | z.t.     |
| 4      | Giorgia Bronzini       | z.t.     |
| 5      | Tiffany Cromwell       | z.t.     |
| 6      | Shelley Olds           | z.t.     |
| 7      | Elizabeth Armitstead   | z.t.     |
| 8      | Linda Villumsen        | z.t.     |
| 9      | Anna Solovej           | z.t.     |
| 10     | Marianne Vos           | z.t.     |
| 11     | Katarzyna Niewiadoma   | z.t.     |
| 12     | Evelyn Stevens         | +3"      |
| 13     | Rossella Ratto         | z.t.     |
| 14     | Elisa Longo Borghini   | z.t.     |
| 15     | Claudia Lichtenberg    | +6"      |
| 16     | Audrey Cordon          | +41"     |
| 17     | Chantal Blaak          | z.t.     |
| 18     | Paulina Brzeźna        | z.t.     |
| 19     | Małgorzata Jasińska    | z.t.     |
| 20     | Ashleigh Moolman       | z.t.     |
|        |                        |          |
| 27     | Sofie De Vuyst         | +47"     |